# 阿曇大浜
阿曇 大浜（あずみ の おおはま、生没年未詳）は、『日本書紀』などに伝わる古代日本の豪族。『古事記』には彼に関する記載は存在しない。

## 出自
発祥の地は『和名類聚抄』によると、筑前国糟屋郡志珂郷から阿曇郷にかけての一帯（現在の福岡市東区志賀島から糟屋郡新宮町）といわれており、大和政権に帰属した段階で、摂津国に拠点を移している。
『古事記』・『日本書紀』の伊邪那岐命の黃泉の国から帰った禊ぎの場面で生まれた綿津見神の神を始祖としている（『日本書紀』一書には伊弉冉神が出産したとなっている）。『新撰姓氏録』には、「海神綿積豊玉彦神子穂高見命之後也」と記されている。

## 記録
『日本書紀』巻十によると、応神天皇3年11月に、
とある。
その後、応神天皇5年8月13日に、諸国に命令して、海人部と山守部を定めた、とある。『古事記』にも、同様の記述がある。
これは、阿曇氏が海部の伴造となった由来を説明したものであり、阿曇氏の海人の統率者としての立場が公的に認められたことを示している。
さらに、「さばめく」という表現であるが、「上をそしり、訳の分からぬことばを放つ」という意味であって、『肥前国風土記』の、
とあるのとも対応している。これは、漁業と航海に従事する海辺の民である「海人」の言語が、支配者層とは異なる異民族のものであったことを示しているのではないか、と黛弘道は述べている。
また『筑前国風土記』逸文には、「糟屋の郡、資珂の嶋」に関する以下の物語がある。気長足姫尊（おきながたらしひめ の みこと、神功皇后）が新羅へ向かった際に、船で夜に停泊し、陪臣の小浜に勅令を出して、火を探し求めさせた際に、早くに手に入れられたので戻って来た。それを同じ従者の大浜が、「近くに家があるのか」と尋ねたところ、「この島は打昇（うちのぼり)の浜と近く、地形も相続いている。殆ど同じ土地と言ってしまってよい」と答えた。そこで「近（ちか）の嶋」と言ったものを、訛って、「資珂の嶋」とよんでいる。
この条から、大浜宿禰は弟の小浜宿禰と共に神功皇后の新羅遠征にも従軍していることが分かる。
その後、応神天皇の子である仁徳天皇崩御後に、大浜宿禰の親族と見られる浜子は淡路島の海人集団を活用し、住吉仲皇子を担ぎだしてクーデターを起こすことになる。